# Feliksów (Skierniewice)
Feliksów – osiedle położone w południowo-zachodniej części Skierniewic. Do roku 1985 samodzielna miejscowość. Główną ulicą dawnej wsi i obecnego osiedla jest ulica Feliksów. 

## Historia
Dawniej samodzielna miejscowość. Od 1867 wieś Feliksów należała do gminy Dębowa Góra w powiecie skierniewickim w woj. warszawskim. 20 października 1933 utworzono gromadę Feliksów w granicach gminy Dębowa Góra. 1 kwietnia 1939 roku Feliksów wraz z całym powiatem skierniewickim przeniesiono do woj. łódzkiego.
Podczas II wojny światowej w Generalnym Gubernatorstwie, w powiecie łowickim w dystrykcie warszawskim. W 1943 Feliksów liczył 561 mieszkańców. Po wojnie Feliksów powrócił do powiatu skierniewickiego w woj. łódzkim jako jedna z 21 gromad gminy Dębowa Góra.
W związku z reorganizacją administracji wiejskiej jesienią 1954, Feliksów wszedł w skład nowej gromady Dębowa Góra. Od 1 stycznia 1973 w nowo utworzonej gminie Skierniewice (powiat skierniewicki). W latach 1975–1991 miejscowość należała administracyjnie do województwa skierniewickiego. 1 stycznia 1985 roku Feliksów (176 ha) włączono do Skierniewic.

## Charakter osiedla
Osiedle Feliksów charakteryzuje się zabudową wyłącznie jednorodzinną. Przez osiedle przebiega droga wojewódzka nr 705.

## Komunikacja
Dzielnica ma połączenia autobusowe MZK Skierniewice, linia nr 1, 5, 7 oraz PKS Skierniewice łączące Feliksów z Jeżowem, Głuchowem, Brzezinami i Łodzią.